# Tall Poppy Syndrome
Tall Poppy Syndrome debitantski je studijski album norveškog progresivnog metal sastava Leprous. Diskografska kuća Sensory Records objavila ga je 5. svibnja 2009.

## Popis pjesama
| 1.    | »Passing«             | Tor Oddmund Suhrke | Suhrke, Einar Solberg, Øystein Landsverk          | 8:31  |
| 2.    | »Phantom Pain«        | Halvor Strand      | Solberg, Suhrke                                   | 6:50  |
| 3.    | »Dare You«            | Suhrke             | Landsverk, Solberg                                | 6:45  |
| 4.    | »Fate«                | Suhrke             | Suhrke                                            | 4:38  |
| 5.    | »He Will Kill Again«  | Strand             | Solberg                                           | 7:31  |
| 6.    | »Not Even a Name«     | Strand             | Solberg, Suhrke                                   | 8:46  |
| 7.    | »Tall Poppy Syndrome« | Suhrke             | Landsverk, Solberg, Suhrke, Tobias Ørnes Andersen | 8:28  |
| 8.    | »White«               | Strand             | Landsverk, Solberg                                | 11:31 |
| 63:00 |                       |                    |                                                   |       |

## Recenzije
Alex Henderson, glazbeni recenzent na mrežnom mjestu AllMusic, dodijelio mu je tri i pol zvjezdice od njih pet i izjavio: "Na ovom albumu ima abrazivnih trenutaka, ali općenito je Leprousov rad prilično melodičan – i jasno je da su [grupi] umijeće oblikovanja pjesama, složenost i nijanse najvažniji. Nažalost, albumi ambiciozni poput Tall Poppy Syndromea ne dostignu uvijek svoj potencijal; podosta je albuma snimljeno s najboljim namjerama, ali na koncu jednostavno nisu bili uspješni. Međutim, svi komadići slagalice uredno su složeni na riskantnom, ali ugodno dosljednom Tall Poppy Syndromeu."

## Zasluge
| Leprous - Tor Oddmund Suhrke – gitara, prateći vokali - Einar Solberg – vokali, klavijature - Øystein Landsverk – gitara, prateći vokali - Tobias Ørnes Andersen – bubnjevi - Halvor Strand – bas-gitara | Ostalo osoblje - Jonas Kjellgren – snimanje, miksanje, masteriranje - Ritxi Ostáriz – ilustracije - Bjørn Tore Moen – fotografija |